# Juan Moscoso
Pour les articles homonymes, voir Moscoso.
Juan Moscoso del Prado Hernández, né le 5 juillet 1966 à Pampelune, est un homme politique espagnol du Parti socialiste de Navarre-PSOE.

## Biographie
Il est titulaire d'un doctorat de sciences économiques et de l'entreprise de l'université autonome de Madrid, d'un master d'économie du Collège d'Europe et d'une licence d'économie de l'université du Kent, obtenue grâce au programme Erasmus.
En 1993, il devient économiste dans l'entreprise de consultants Analystes financiers internationaux. Il démissionne l'année suivante et intègre le Conseil économique et social (CES), où il sera successivement économiste de la section des Études et des analyses, directeur de cabinet et responsable des relations internationales.
Il a également occupé le poste de vice-secrétaire général de l'Association internationale des CES et institutions similaires (AICESIS).
Parallèlement à ces fonctions, il a été professeur assistant d'économie au sein de l'Université Carlos III de Madrid entre 1997 et 2004.
Il est le fils de Javier Moscoso, qui fut ministre de la Présidence de 1982 à 1986, sous le premier mandat de Felipe González.

## Activité politique
Le 14 mars 2004, Juan Moscoso est élu député de la Navarre lors des élections législatives. Il intègre durant les quatre années de son mandat la commission des Affaires étrangères du Congrès des députés.
De nouveau candidat aux élections législatives du 9 mars 2008, il est réélu à la chambre basse des Cortes Generales.
Il dédie principalement son activité parlementaire aux relations internationales. Ainsi, en plus de conserver son siège à la commission des Affaires étrangères, il est membre de celle chargée de la Coopération internationale pour le développement, et de la commission mixte pour l'Union européenne, où il est porte-parole du groupe Socialiste.
À ce titre, il a été rapporteur du groupe de travail d'études des effets du traité de Lisbonne pour les Cortes Generales, de celui sur l'application en Espagne de la stratégie de Lisbonne, et enfin de celui sur le projet de loi relatif au droit d'asile et à la protection subsidiaire dans ce domaine.
Par ailleurs, Juan Moscoso est membre de la commission exécutive régionale du Parti socialiste de Navarre-PSOE depuis 2004. Il a même exercé la fonction de secrétaire à l'Économie entre 2004 et 2008. Il est actuellement secrétaire-coordinateur des activités parlementaires.